# Цемневко
Цемневко (пол. Ciemniewko) — село в Польщі, у гміні Сонськ Цехановського повіту Мазовецького воєводства.
Населення — 102 особи (2011).
У 1975-1998 роках село належало до Цехановського воєводства.

## Демографія
Демографічна структура станом на 31 березня 2011 року:
|          | Загалом | Допрацездатний вік | Працездатний вік | Постпрацездатний вік |
| -------- | ------- | ------------------ | ---------------- | -------------------- |
| Чоловіки | 53      | 10                 | 37               | 6                    |
| Жінки    | 49      | 12                 | 24               | 13                   |
| Разом    | 102     | 22                 | 61               | 19                   |